# Las Cruces Jail
Las Cruces Jail è il secondo singolo dei Two Gallants e il primo del loro secondo album What The Toll Tells. Il singolo viene annunciato attraverso una nota all'interno del sito ufficiale del duo californiano.

## Il singolo
Il singolo è stato pubblicato il 12 giugno 2005 all'interno di un omonimo 45 giri venduto in edizione limitata precedendo, così, l'uscita del disco.
La canzone, caratterizzata da ritmiche e sonorità forti ed energici e da un canto estremamente graffiante ed aggressivo, tratta la storia di Billy the Kid, vero nome Henry McCarty, che, a seguito di una serie di gravi crimini tra cui l'omicidio di alcune persone, evase dalla prigione di Las Cruces, in Nuovo Messico. Costretto alla fuga, Henry, si ritrovò a scappare continuamente da tutto ciò che amava, senza una precisa meta o punto di arrivo.

## Tracce
Lato A
1. Las Cruces Jail – 5:46

Lato B
1. Long Summer Day (Acustica) – 5:25

## Formazione
Gruppo
- Adam Stephens - voce, chitarra, armonica a bocca
- Tyson Vogel - cori, batteria

Produzione
- Scott Solter - produzione, missaggio
- Alan Hynes - design, fotografia